# Lucius Valerius Flaccus (maître de cavalerie en -321)
Pour les articles homonymes, voir Valerius Flaccus.
Lucius Valerius Flaccus est un romain du IVe siècle av. J.-C.
Nous ne connaissons pas ses origines et il n'est connu que grâce à Tite-Live qui le mentionne comme maître de cavalerie, nommé par Marcus Aemilius Papus, en l'an 321 av. J.-C., après le désastre des Fourches Caudines. Les consuls honteusement vaincus n'osant pas organiser l'élection de leurs successeurs, Papus est désigné dictateur à cet effet, mais lui et Valérius Flaccus ne procèdent pas non plus à l'organisation du scrutin. Ils sont donc remplacés par un interroi qui présidera aux élections.
Il est probablement le père de Lucius Valerius Flaccus, consul en 261 av. J.-C. Il fait au moins partie de sa famille.